# Apponyi Rudolf (diplomata, 1812–1876)
Apponyi Rudolf (Apponyi II. Rudolf, nagyapponyi, gróf; Karlsruhe, 1812. augusztus 1. – Velence (Olasz Királyság) 1876. május 31.) magyar főnemes, cs. és kir. kamarás, az Osztrák Császárság majd az Osztrák–Magyar Monarchia diplomatája, nagykövet, az Aranygyapjas rend lovagja.

## Családja
Apja Apponyi Antal (1782–1852) osztrák szolgálatban álló diplomata, anyja a német származású Nogarola Teréz (Maria Therese, Gräfin Nogarola), testvérei Apponyi Antal Gyula (1816–1857) és Apponyi Mária (1821–1883). Feleségét Szentpéterváron ismerte meg, ott is házasodtak össze 1840-ben. Ő Benckendorff Anna (Анна Александровна Бенкендорф) volt, Alexander von Benckendorff orosz tábornok, a titkosrendőraség alapítójának lánya. Gyermekei a könyvgyűjteményéről híres, gyermektelenül elhunyt műgyűjtő, diplomata Apponyi Sándor (1844–1925) és az olaszországi hercegi családba férjhez ment Apponyi Ilona (1848–1914 férje: Paolo Borghese) voltak.

## Élete
Diplomata apja az Osztrák Császárság párizsi nagykövete volt 1826–48 között. Ebben az időszakban maga mellé vette fiát, és a szintén Rudolf névre keresztelt unokaöccsét (élt 1802–1853) is. (A két kortárs Apponyi Rudolf miatt megkülönböztetésül az 1812-es születésűt II.-vel szokás jelölni.) Rudolf II. apja párizsi szolgálati helyén tanulta a legtöbbet, amit később diplomáciai pályáján hasznosíthatott. Ernst von Plener későbbi pénzügyminiszter, korábban Apponyi Rudolf londoni beosztottja, és Friedrich Ferdinand von Beust, Apponyi londoni utóda egyaránt az osztrák diplomata mintaképeként emlegették Apponyit. Annak a régi iskolának a tagjaként tartották számon, amelynek első mesterének Maximilian Ulrich von Kaunitz-Rietberget, legnagyobb alakjának Klemens Wenzel Lothar von Metternichet tartották.
A családi uradalom központja Lengyel településen volt, az ottani Apponyi-kastély átalakítási során az ő elképzelései is megvalósultak. Hatalmas, dunántúli birtokokkal rendelkeztek, ám Rudolf élete java részét külföldön töltötte. Apja mellől, Párizsból még fiatalon Lisszabonba, majd Karlsruhéba került, ahol 1847 és 1849 között a Badeni Nagyhercegségbe akkreditált osztrák császári követként dolgozott. Ezt követően  1850–1853 között Turin, majd 1853 és 1856 között München volt a szolgálati állomása, ezt követte a pályája csúcsát jelentő londoni nagyköveti megbízást 1853-tól. A londoni nagyköveti poszt általában hosszú idejű megbízást jelentett a Habsburgok diplomatái számára, Apponyi 18 évig, 1871-ig töltötte be. Az Osztrák Császárság diplomatájaként kezdte, és az Osztrák–Magyar Monarchia nagyköveteként búcsúzott Londontól. Diplomataként hatékonynak bizonyult, mint főnök, a követségi alkalmazottak szeretetét élvezte. Jól látta el a híd szerepét az osztrák ellenforradalom és az angol liberális konzervativizmus között. Távozása valóban általános sajnálkozást váltott ki az angol felsőbb körökben. 1871-ben foglalta el új pozícióját a köztársasági Párizsban, ahol azonban a királyságot pártoló főnemes már nem találta helyét. Ő látta el kézjegyével 1875-ben a méteregyezmény dokumentumát a monarchia részéről.
Nehéz megítélni mennyire volt magyar és mennyire osztrák: feltehető, hogy a felmenői révén is ezer szállal az udvarhoz kötődő Apponyi-ág már jóval korábban osztrákká vált, semhogy ennek a nemzeti öntudatra ébredés következtében jelentősége lett volna. Azonban a magyar arisztokráciával is mindvégig tartotta a társadalmi kapcsolatot. Nem felejtett el magyarul, de ha németül vagy franciául beszélt, akkor is az anyanyelvén szólalt meg.

## Műve
- Vingt-cinq ans à Paris (1826–1850), Journal du comte Rodolphe Apponyi, attaché de l’ambassade d’Autriche-Hongrie à Paris: 1913[5]